# ECD (ミュージシャン)
ECD（イーシーディー、本名：石田 義則（いしだ よしのり）、1960年3月29日 - 2018年1月24日）は、日本のヒップホップミュージシャン。妻は写真家の植本一子。

## 経歴
1960年3月29日、東京都に生まれる。物心つく頃には中野区、中高生時代は吉祥寺で過ごす。10代の頃、劇団キラキラ社に所属していた。
1982年、ジョン・ライドンのインタビューでグランドマスター・フラッシュを知り、ヒップホップに興味を持った。1986年、RUN D.M.C.の初来日公演を見て、ラッパーになることを決意した。1987年に音楽活動を開始。1989年、ヒップホップ・イベント、CHECK YOUR MIKEを主催した。
1990年、シングル「Pico Curie」でデビュー。1992年、初アルバム『ECD』をリリースした。1996年、日比谷野外音楽堂にてさんピンCAMPを主催した。
2002年、 重度のアルコール依存症から体調不良になり入院。退院後はハローワークに通い就職した。この頃から兼業ミュージシャンとしてメジャーレーベルからインディーズに活路を見出す。
2007年、松本哉が主催した高円寺駅前の政治運動にラッパーとして参加した。2008年、写真家の植本一子と結婚し、その後2人の女児をもうけた。2011年、反原発活動に参加。同年、楽曲『反原発REMIX』を発表した。2012年、アルバム『Don't Worry Be Daddy』が発売された。
2013年、イルリメとの共作楽曲「The Bridge 反レイシズムRemix」を発表。そのほか、レイシストをしばき隊に同調するなど、反レイシズムの活動に関わっている。2016年、自身のTwitterで進行性のがんであることを公表した。2017年、2000年以降に発表された楽曲から選曲したベスト・アルバム『21世紀のECD』をリリースした。
2018年1月24日死去。57歳没。

## ディスコグラフィー

### スタジオ・アルバム
- ECD（1992年）
- Walk This Way（1993年）
- ホームシック（1995年）
- Big Youth（1997年）
- Melting Pot（1999年）
- Thrill of It All（2000年）
- Season Off（2002年）
- 失点 in the Park（2003年）
- Final Junky（2004年）
- 2Pac（2005年） (ECDILLREME名義でイルリメとの共作)
- Crystal Voyager（2006年）
- Fun Club（2008年）
- 天国よりマシなパンの耳（2009年）
- Ten Years After（2010年）
- Don't Worry Be Daddy（2012年）
- The Bridge 明日に架ける橋（2013年）
- FJCD-015（2014年）
- Three Wise Monkeys（2015年）

### コンピレーション・アルバム
- ECD/Master（2003年）
- ECDのPrivate Lesson in Control キング編（2005年）
- ECDのPrivate Lesson in Control コロムビア編（2005年）
- 21世紀のECD（2017年）

### ライヴ・アルバム
- Summer Madness / Live at Slits（1995年）
- Session Impossible（2004年） (2004年5月1日、渋谷O-nestに円盤ジャンボリーで行われたイリシット・ツボイと久下恵生とのライヴを収録)

### リミックス・アルバム
- ECDのRemixes Vol. 1 Cutting Edge（1997年）

### シングル
- Pico Curie（1990年）
- 漫画で爆笑だあ!完全版（1992年）
- Do the Boogie Back（1995年）
- Cutting Edge（1997年）
- Direct Drive（1998年）
- S.S.S.（2003年）
- 言うこと聞くよな奴らじゃないぞ（2003年）
- 家庭の事情（2012年）
- ECDのロンリーガール（2013年）
- The Bridge 反レイシズムRemix（2013年） (ECDILLREME名義でイルリメとの共作)

### DVD
- ECDVD（2004年）

### ゲスト参加
- スチャダラパー『タワーリング・ナンセンス』（1991年）
  - 12. ROCK! ロック雑誌 (高木完と共にゲスト参加)
- DJ DOC. HOLIDAY『THE RHYTHM.THE REBEL』（1992年）
  - 04. FOR THE BOYS featuring ECD, MC JOE, YOU THE ROCK
- ACROBAT BUNCH『玄人はだし』（1993年）
  - 02. 少年ロック
  - 03. ME AND A・B
- キミドリ『キミドリ』（1993年）
  - 10. 大きなお世話 (SAY WHAT) feat. ECD, MC JOE, RADICAL FREAKS, 四街道NATURE, UG & TANIGUCHI from U.G.MAN, SONE, IMAZATO
- 濱田マリ『フツーの人』（1995年）
  - 06. わたし いのしし (ILLICIT TSUBOIと共同プロデュース)
- 四街道ネイチャー『V.I.C.TOMORROW』（1998年）
  - 10. TAKE CARE OF YOUR ONAKA (おなか大切に'98) feat.ECD, CQ
- TSUTCHIE『THANKS FOR LISTENING』（2002年）
  - 10. ダイアルQ-エスト (featuring ECD)
- CHARM×U.G MAN『SOME SECRET』（2006年）
  - 13. セシオン（WITH ECD）
- 突然段ボール『D』（2008年）
  - 08. 開発の跡地
- マイクアキラ『THE RAP IDOL』（2009年）
  - 05. Keep On and Go
- Filastine『Dirty Bomb』（2009年）
  - 11. hungry ghosts
- ELEKTRO HUMANGEL『FOREVER AFTER』（2009年）
  - 09. LAND OF THE DEAD
- O2『STAY TRUE』（2009年）
  - 07. 火星呆景
- 田我流『B級映画のように2』（2012年）
  - 10. Straight outta 138
- Filastine『LOOT』（2012年）
  - 04. Lost Records (with ECD)
- DJ PMX『THE ORIGINAL II』（2012年）
  - 10.Three The Hard Way feat. 宇多丸 (RHYMESTER), 高木完, ECD
- SOAKUBEATS『NEVER PAY 4 MUSIC』（2012年）
  - 04. ラップごっこはこれでおしまい feat. ECD
- 加山雄三『加山雄三の新世界』（2017年）
  - 08. 君といつまでも (Together Forever Mix) feat. ECD x DJ Mitsu the Beats
- 加藤ミリヤ『Femme Fatale』（2018年）
  - 07. 新約ディアロンリーガール feat.ECD (シングルは2017年にリリース)

### オムニバス参加
- TOKYO DISKJOCKEY'S ONLY（1990年）
  - 02. マンション／ECD & DJ DOC HOLIDAY
- MAJOR FORCE COMPACT VOL.2（1990年）
  - 02. CHECK YOUR MIKE
- RHYTHM CD I（1992年）
  - 02. FOR THE BOYS (REMIX)／DJ DOC. HOLIDAY featuring ECD, MC JOE, YOU THE ROCK
- CHECK YOUR MIKE（1992年）
  - 01. インテンポ
  - 06. デッドストック
  - 13. 青い目のエイジアン (OKIYAMA BASS MIX)
- THE BEST OF HIPHOP 1995（1995年）
  - DISC2: LIVE AT SLITS UNRELEASED TRACKS (『SUMMER MADNESS / LIVE AT SLITS』に未収録の「DO THE BOOGIE BACK」と「バイブレーション」のライヴを収録)
- さんピンCAMP（1996年）
  - 01. 銭の花／ECD・四街道ネイチャー
  - 11. TOKYO TOKYO(通称ダンプカー)
- MAJOR FORCE CLASSICS（1997年）
  - DISC1-2. HAND MADE
- FAR EAST COASTING〜NON STOP MIXED BY DJ MASTERKEY〜（1998年）
  - 06. ECDのロンリー・ガール／ECD feat. K DUB SHINE
  - 15. MASTER KEY'S PARTY／cutting edge ALL STARS
  - 12. MASS 対 CORE／ECD feat. TWIGY, YOU THE ROCK
- PUNCH THE MONKEY! 2（1999年）
  - 02. ルパン三世のテーマ(Vocal Version) -Theme From Lupin "E"-
- 山下毅雄の全貌 MISSION 4 ヤマタケマニア（1999年）
  - 07. ジャイアントロボ
- CREATION REBEL - THE BEST OF CUTTING EDGE HIP HOP 1995〜2000（2000年）
  - DISC1
    - 03. MASS対CORE
    - 07. Cutting Edge
    - 10. Master Key's Party／cutting edge ALL STARS
    - 12. Winter Sadness

  - DISC2
    - 03. 俺達に明日は無い
    - 05. ECDのAfter The Rain
    - 08. ECDのロンリー・ガール
    - 14. Tokyo Tokyo '97
- 友達以上・恋人未満・テレビ以下（2003年）
  - 02. 下北LOVE
- RAW LIFE WHERE'S YOUR CHILD?（2006年）
  - DISC2-3. 関係ねーっ! (2005年10月15日、千葉県君津市で行われたRAW LIFEでのライヴ)
- U.F.O. Club Tokyo Japan Vol.4（2008年）
  - 09. 花が咲いて／ECD + ILLICIT TSUBOI + 灰野敬二
- 160OR80（2013年）
  - 05. Far from Chicago Beat by D.J.G.O.

## 著書
- ECDIARY（2004年） ISBN 4902824000
- 失点・イン・ザ・パーク（2005年） ISBN 4872339592
- いるべき場所（2007年） ISBN 4944124260
- 暮らしの手帖（2009年） ISBN 4594060617
- ホームシック 生活(2〜3人分)（2009年、植本一子との共著） ISBN 4845909375
- 何にもしないで生きていらんねぇ（2011年） ISBN 4860112156
- 他人の始まり 因果の終わり（2017年） ISBN 4309026079

## 関連書籍
- 働けECD わたしの育児混沌記（2011年、植本一子著） ISBN 4943959296
- 家族最後の日（2017年、植本一子著） ISBN 4778315553
- 降伏の記録（2017年、植本一子著） ISBN 4309026206
- 台風一過（2019年、植本一子著） ISBN 4309027997